# Salix arctophila
Salix arctophila — вид рослин родини Вербові (Salicaceae), поширений на півночі Північної Америки.

## Опис
Карликовий чагарник 0.03–0.15 м, що утворюють клональні компактні килимки. Стебла розпростерті; гілки жовто-коричневі, червоно-коричневі або зелено-коричневі, гладкі, гілочки жовто-зелені або від жовто-коричневих до червоно-коричневих, гладкі. Молоді листки жовто-зеленого кольору, гладкі. Листові пластини еліптичні чи зворотнояйцеподібні чи ланцетні з тоншою основою; верхня поверхня листа блискуча й гладка; нижня поверхня листа тьмяна, гладка.
Сережки: тичинкові 19–54 × 7–16 мм, маточкові від тонких до субкулястих, 30–79(до 130 у плодах) × 10–20 мм; приквітки коричневі, чорні, чи двоколірні, 0.8–2.4 мм, верхівка округла або гостра, ціла, знизу щільно волохата. Капсули 5–9 мм, волохаті. 2n=76(4x).

## Поширення, екологія
Північна Америка: Ґренландія, Канада, Аляска, штат Мен — США.
Населяє арктико-альпійські, субарктичні горбки у мокрих, мохових, трав'яних або осокових луках, околиці струмків або ставків, серед гранітних валунів, на алювіальних рівнинах, іноді в снігу; 40–600 м.